# IC 4001
IC 4001 је спирална галаксија у сазвјежђу Ловачки пси која се налази на листи објеката дубоког неба у Индекс каталогу.
Деклинација објекта је + 38° 52' 11" а ректасцензија 12h 59m 37,8s. Привидна величина (магнитуда) објекта IC 4001 износи 15,0 а фотографска магнитуда 15,8.